# Ministeri d'Economia, Competitivitat i Innovació d'Andorra
El Ministeri d'Economia, Competitivitat i Innovació d'Andorra fou un dels departaments ministerials del Govern d'Andorra. Creat el juliol del 2017, tenia l'objectiu de fer el país més competitiu i innovador arran del creixement econòmic dels estats veïns. Tenia com a prioritat tancar amb èxit les negociacions per a un acord d'associació amb la Unió Europea. L'únic titular fou Gilbert Saboya Sunyé, fins al 2019.

## Llista de ministres d'Economia, Competitivitat i Innovació
| Legislatura                                                               | Nom                                                                       | Nom                                                                       | Inici mandat                                                              | Fi mandat                                                                 | Partit polític                                                            | Partit polític                                                            |
| Ministeri d'Economia, Competitivitat i Innovació (17-7-17, nova creació-) | Ministeri d'Economia, Competitivitat i Innovació (17-7-17, nova creació-) | Ministeri d'Economia, Competitivitat i Innovació (17-7-17, nova creació-) | Ministeri d'Economia, Competitivitat i Innovació (17-7-17, nova creació-) | Ministeri d'Economia, Competitivitat i Innovació (17-7-17, nova creació-) | Ministeri d'Economia, Competitivitat i Innovació (17-7-17, nova creació-) | Ministeri d'Economia, Competitivitat i Innovació (17-7-17, nova creació-) |
| ------------------------------------------------------------------------- | ------------------------------------------------------------------------- | ------------------------------------------------------------------------- | ------------------------------------------------------------------------- | ------------------------------------------------------------------------- | ------------------------------------------------------------------------- | ------------------------------------------------------------------------- |
| VII                                                                       |                                                                           | Gilbert Saboya Sunyé                                                      | 17 de juliol de 2017                                                      | 16 de maig de 2019                                                        |                                                                           | Demòcrates per Andorra                                                    |